# Toro Rosso STR13
Chronologie des modèles (2018)
Toro Rosso STR12 Toro Rosso STR14
La Toro Rosso STR13 est la monoplace de Formule 1 engagée par la Scuderia Toro Rosso dans le cadre du championnat du monde de Formule 1 2018. La paire de pilotes officialisés à son volant est le Français Pierre Gasly et le Néo-Zélandais Brendon Hartley. Conçue par l'ingénieur britannique James Key, la STR13 est présentée le 26 février 2018 sur le circuit de Barcelone.

## Création de la monoplace
La monoplace marque le début de l'association avec le motoriste Honda qui a vu son contrat avec McLaren rompu après trois saisons infructueuses. Key mentionne « qu'il y a eu plusieurs défis mais aucun ne nous était pas familier. Il y a eu évidemment le changement de motoriste et il y a eu quelques modifications sur l’aérodynamique ainsi que des clarifications sur la suspension, ce qui a modifié notre approche. »
Sur la conception de la voiture Key affirme que « la voiture 2018 est une évolution même si nous avons totalement revu la partie arrière et la manière dont travaillent les suspensions » pour améliorer ce qui était un point faible en 2017 et que « la partie aérodynamique est plutôt différente sur certains points tandis que c’est une évolution d'autres parties. »

### Personnel
Le 16 janvier 2018, Toro Rosso annonce qu'elle se sépare de l'Australien Brendon Gilhorne, son chef du département de l'aérodynamique.

## Résultats en championnat du monde de Formule 1
| Saison | Écurie                    | Moteur                     | Pneus   | Pilotes         | Courses | Courses | Courses | Courses | Courses | Courses | Courses | Courses | Courses | Courses | Courses | Courses | Courses | Courses | Courses | Courses | Courses | Courses | Courses | Courses | Courses | Points inscrits | Classement |
| Saison | Écurie                    | Moteur                     | Pneus   | Pilotes         | 1       | 2       | 3       | 4       | 5       | 6       | 7       | 8       | 9       | 10      | 11      | 12      | 13      | 14      | 15      | 16      | 17      | 18      | 19      | 20      | 21      | Points inscrits | Classement |
| ------ | ------------------------- | -------------------------- | ------- | --------------- | ------- | ------- | ------- | ------- | ------- | ------- | ------- | ------- | ------- | ------- | ------- | ------- | ------- | ------- | ------- | ------- | ------- | ------- | ------- | ------- | ------- | --------------- | ---------- |
| 2018   | Red Bull Toro Rosso Honda | Honda V6 turbo RA618H 1.6L | Pirelli |                 | AUS     | BAH     | CHI     | AZE     | ESP     | MON     | CAN     | FRA     | AUT     | GBR     | ALL     | HON     | BEL     | ITA     | SIN     | RUS     | JAP     | USA     | MEX     | BRE     | ABU     | 33              | 9e         |
| 2018   | Red Bull Toro Rosso Honda | Honda V6 turbo RA618H 1.6L | Pirelli | Pierre Gasly    | Abd     | 4e      | 18e     | 12e     | Abd     | 7e      | 11e     | Abd     | 11e     | 13e     | 14e     | 6e      | 9e      | 14e     | 13e     | Abd     | 11e     | 12e     | 10e     | 13e     | Abd     | 33              | 9e         |
| 2018   | Red Bull Toro Rosso Honda | Honda V6 turbo RA618H 1.6L | Pirelli | Brendon Hartley | 15e     | 17e     | 20e*    | 10e     | 12e     | Abd     | Abd     | 14e     | Abd     | Abd     | 10e     | 11e     | 14e     | Abd     | 17e     | Abd     | 13e     | 9e      | 14e     | 11e     | 12e     | 33              | 9e         |

Légende : ici 
- *Le pilote n'a pas terminé la course mais est classé pour avoir parcouru 90 % de la distance prévue